# Alan Coton
Alan Coton (Ciudad de México, 30 de agosto de 1967) es un director, productor y guionista de cine mexicano.

## Inicios
Estudió en el Centro Universitario de Estudios Cinematográficos de la Universidad Nacional Autónoma de México, donde realizó sus primeros cortometrajes (La Afectuosa Voz del Encargo N°54 del Banco Central, El Fin del Comienzo, El Viaje en Paracaídas); todos escritos, producidos y dirigidos por él, lo mismo que el largometraje Pensamientos en película de 16mm. En sus inicios realizó programas de televisión educativa para la secretaría de educación pública de su país, para luego continuar una reconocida carrera como escritor, productor y director de cine. También ha impartido cátedra en diversos centros académicos y universidades.

## Carrera como director de largometrajes
Se desarrolla tanto en el cine independiente como en el comercial. En 2000 escribió, produjo y dirigió la película Sofía, su primer largometraje industrial y en la que trabajaron actores como Damián Alcázar, Angélica Aragón o Martin LaSalle. Con esta película ganó en 2000 el premio a la mejor película extranjera en el New York International Independent Film & Video Festival de Nueva York. La película no fue estrenada hasta 2003 por parte de 20th Century Fox. 
En 2004, Coton estrenó Soba, película en blanco y negro protagonizada por Dagoberto Gama y Claudia Soberón, que realiza sin grandes recursos y que se ha convertido en una película de culto. La película se estrenó mundialmente en Bulgaria en el marco del Festival Internacional de Cine de Sofía, donde recibió los elogios del presidente del jurado, Jerry Schatzberg. La película fue descrita por el crítico mexicano Jorge Ayala Blanco como «expresión de una verdad y no obstante artificio supremo, espectáculo contradictorio de una potencia erosionante, huella de una autonomía natural del misterio eterno y éxtasis neorromántico...» en su libro La herética del cine mexicano (Editorial Océano, 2007) y por la revista francesa Cahiers du Cinéma (N°599), quien la señaló como «una película "noir" asombrosa» durante la 44 edición del Festival de los tres continentes de Nantes. 
En 2007, Coton rodó Nesio, que contó con la participación de  Tenoch Huerta (nominado a los Premios Ariel por esta película),  Claudette Maillé y Jorge Adrián Espíndola. Estrenada en el 2008, la película participó en festivales de distintos países y ciudades, como Calcuta, Madrid, San Diego, Calanda, Turín o Nueva York. Fue nominada a dos Premios Ariel de la Academia Mexicana de Artes y Ciencias Cinematográficas (AMACC), ganó el premio de la prensa en el Festival de Acapulco, el premio del público en el Festival Mix de la Ciudad de México y recibió una Diosas de Plata como la mejor propuesta cinematográfica del año en 2009.
En 2010 produce Una frontera todas las fronteras, documental dirigido por David Pablos ganador del programa DOCTV Latinoamérica de la Conferencia de Autoridades Audiovisuales y Cinematográficas de Iberoamérica (CAACI).
En 2014 filma Polos, y en 2016 estrena la TV movie Juan Diego y en el 2017 Santiago, sus dos largometrajes más recientes. En 2019 filma "Campeona sin Corona" largometraje de comedia negra aún en postproducción. Durante los años 2019 al 2021 dirige varios capítulos unitarios para las series Esta historia me suena y Como dice el dicho. En 2022 dirige junto a Eric Morales la serie biográfica sobre el cantante y actor Vicente Fernández denominada El último rey producida por Juan Osorio para TelevisaUnivision , conformada por dos temporadas.
Es miembro del Sistema Nacional de Creadores del CONACULTA desde el 2009 y fue Secretario General de la Sección de Directores del Sindicato de Trabajadores de la Producción Cinematográfica de la República Mexicana (STPC de la RM) en el periodo 2014-2019.

## Filmografía de Cine
- La Afectuosa Voz del Encargo Nº54 del Banco Central (cortometraje, 1991).
- El Fin del Comienzo (cortometraje, 1992).
- Pensamientos (1994).
- El Viaje en Paracaídas (cortometraje, 1995).
- Sofía (2000).
- Soba (2004).
- Nesio (2008).
- Una Frontera Todas las Fronteras (2010).
- Polos (2014).
- Juan Diego (2016).
- Santiago Apóstol (2017).